# 服部 (豊中市)
服部（はっとり）は、大阪府豊中市中南部に位置する地区。町名では複数に分かれる。

## 地理
東を天竺川、西を阪神高速11号池田線に挟まれた平坦な一帯。南側は名神高速道路を挟んで庄内と向き合う。北側では千里丘陵の南端部が迫るため、北上すると坂を登り、西寄りでは曽根へ、東寄りでは桜塚へ至る。
千里丘陵から流れ出てきた天竺川は天井川のため、高い堤防が設けられている。
東部を阪急宝塚線と国道176号が南北に貫き、宝塚線には服部天神駅（旧称：服部駅）がある。西部では阪神高速池田線が走り、豊中南出入口が設けられている。

## 歴史
帰化人集団である秦氏が允恭天皇の御世に織部司に任じられ、当地を服部連の本拠とし集住したのに始まる。彼等が祀っていた祠が、後に菅原道真伝説と結びつき、今日の服部天神宮に至ったという（菅原道真伝説については服部天神宮#由緒を参照）。なお、『新撰姓氏録』や「伊豆宿禰系図」などの史料においては、允恭朝に織部司に任じられたのは伊豆国造族の麻羅足尼とされる。また平安時代末期の仁平2年（1152年）に、現在も服部にある服部住吉神社の社殿が再建されたとの記録が残っている。
江戸時代に入ると、能勢街道に沿う宿場町となった。加えて服部天神宮が菅原道真伝説から「足の神様」として崇敬を受けるようになり、門前町としても繁盛するようになった。殊に江戸時代中期から幕末にかけては殷賑を極めたという。
1910年（明治43年）に箕面有馬電気軌道（のちの阪急電鉄）の開通と同時に服部天神駅（開業時の駅名）が設置された。服部天神宮ではこの駅設置について「（同電軌が）三国から迂回して駅を設けた」としている。

## 街並
駅北側の踏切を挟み東西に、服部・服部西町商店街が形成されている。西側の西町商店街はアーケードは無く、アスファルト舗装の一般道路だが、道沿いに阪急オアシスがあり小売店や餃子の王将など飲食店も多く、南へ入るとライフもあることから、夕方は賑わっている。一方で商店街と一般道路を兼ねるため、後述するような問題も生じている。スーパーを除くと個人経営の小規模店舗が多く、書籍・CD等の購入や買物では梅田まで出る住民が多い。
服部の街並の特徴は城下町のように細く曲がりくねった道、行き止まりの多さ、そしてそれら東西と南北の道路が四辻をほとんど形成せず、まるで梯子状のあみだくじのようになっていることである。特に南北の裏道は、数百mも行かないうちに東西の道に突き当たって終わってしまうものが多い。これは服部が、大阪市北郊（北摂）の近郊住宅地として急速なスプロール現象に晒されたことによる。このことを象徴するように、服部には築後数十年の古い木造アパートが多い。あみだくじ状の道は、かつての畦道の名残である。
複雑な街路に加えて、服部天神駅の改札は上下線とも踏切に面した北端部にしかなく、駅の南方から乗車しようとする場合、ホームを横目に大変な大回りを強いられることになる。大阪梅田駅から阪急宝塚線に乗ると、服部天神駅では改札口に最も近い先頭車輌から半数以上の乗客が下車するのが分かる。
大都市周辺の住宅地の多くがそうであるように、豊中市では大阪市に向かって横方向（東西）を結ぶ交通路が、需要に比べあまり発達していない。服部も例外ではなく、服部天神駅周辺では府道145号や駅前商店街のような狭い道にクルマと自転車と歩行者がひしめき合い、特に夕方は顕著になる。内環状線が東西に通じてはいるものの、庄内との境に近い南の街外れである。
阪急宝塚線が服部近辺で地平を走り、多数の踏切を抱えていることも、道路の混雑を深刻にしている。宝塚線は十三駅～蛍池駅間の大半で高架化が終了しているものの、庄内駅南方～服部天神駅北方では名神高速道路との立体交差の関係もあってか、地上線のままとなっている。宝塚線は路線距離が比較的短いため極端な開かずの踏切とはならないが、駅近くの踏切はカーブによる速度制限の影響も加わり、長々と閉まっていることが多い。
服部の北西約4kmには大阪国際空港が控えており、上空を多くの飛行機が着陸態勢で通過する。関西国際空港の開港前は国内線・国際線とも現在と比べ物にならないほど頻発しており、騒音問題から訴訟にまでなったが、現在では落ち着いている。着陸経路に当たる住居には2004年まで、豊中市から「冷暖房費用」名目で補助金が出ていた。
服部天神駅西口前にあるパチンコ店は、「服部」の名の連想から、忍者のネオンサインを備えている。2005年夏に「忍者ハットリくん」のパチスロが登場した際には、ハットリくんを描いたバルーンまで駅前に立ち壮観であった（バルーンは当地だけに特別に設けられたものではない）。
服部近辺には豊中服部、豊中服部南、豊中服部西（特定郵便局）そして豊中南（普通郵便局）と4つの郵便局があるが、全てが何故か服部天神駅を遠巻きにしたような位置に立地している。駅至近には後述の銀行・信用金庫店舗がある（三菱東京UFJ銀行のATM及びコンビニを除く）。

## 施設・店舗など
- 服部天神宮　「足の神様」として有名。

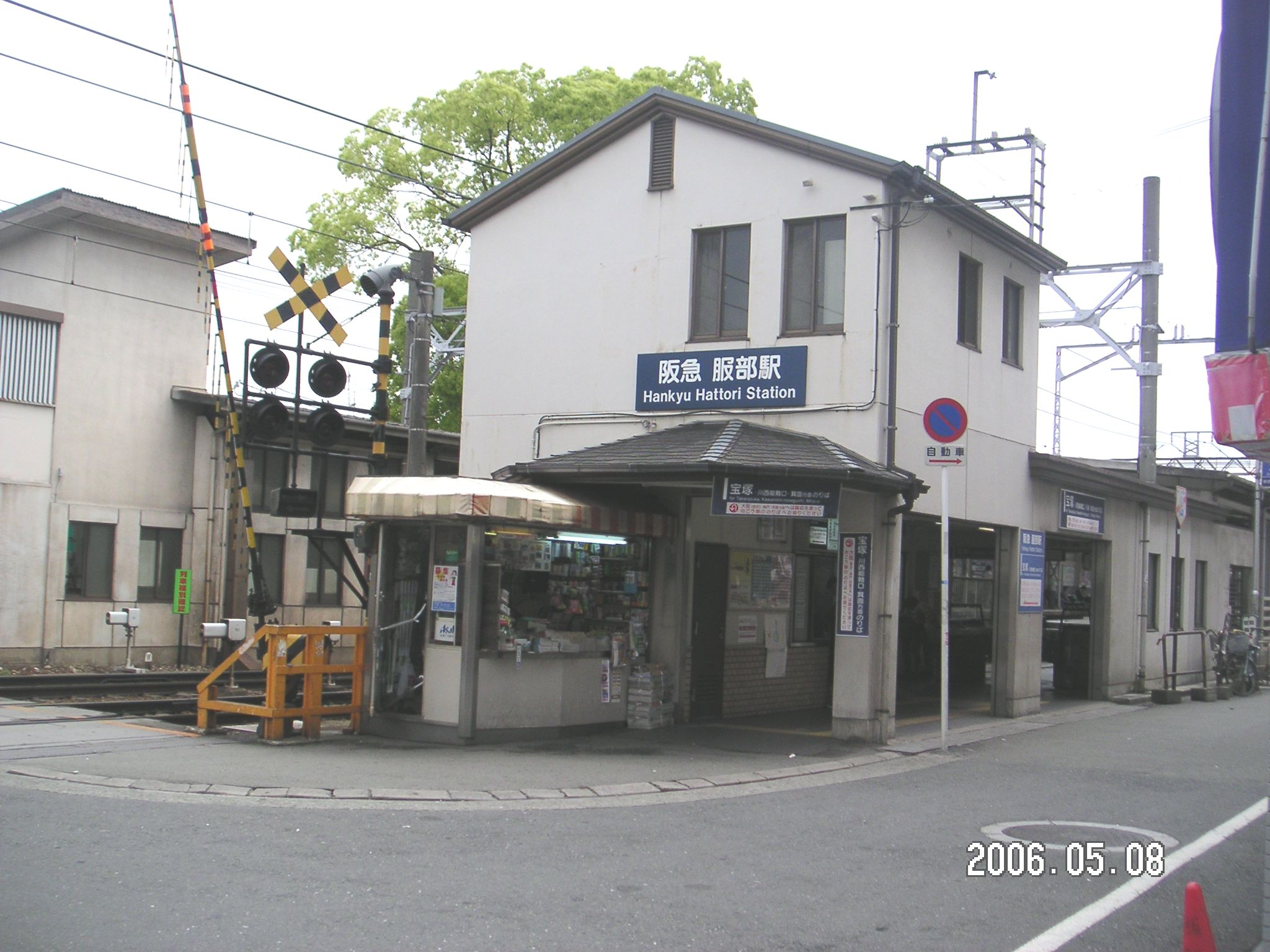
服部天神駅西口

- 服部住吉神社　大阪府下最古の能舞台が移築されている。
- 服部商店街
- 服部西町商店街
- 服部阪急商店街
- 豊中服部郵便局
- 豊中市立第四中学校
- 豊中市立中豊島小学校
- 豊中市立豊島小学校
- ライフ服部店
- 阪急オアシス服部西店
- りそな銀行豊中服部支店
- 池田泉州銀行服部支店
- 関西みらい銀行豊中服部支店（旧関西アーバン銀行）・服部支店
- 北おおさか信用金庫服部支店
- 豊中渡辺病院
- 豊中市立武道館 ひびき
- 服部図書館
- 豊中市役所服部市民サービスコーナー
- 純正寺-日蓮宗

### 服部緑地
地名からの連想で、服部天神駅から服部緑地まで至近と考えている人が多いが、駅が位置する服部の中心部から緑地敷地までは1km以上離れており、しかも西側は緑地として裏口に当たる。北大阪急行緑地公園駅の方が緑地の諸施設へも近く、表玄関として機能している。

## 祭り
- 豊中えびす祭（1月9日 - 11日）
- 足の守護祈願大祭（8月）

どちらも服部天神宮の祭り（厳密にはえびす祭は境内社の祭り）。えびす祭は毎年30万人の人出で賑わう。足の守護祈願大祭は「足の神様」たる同社の面目躍如とも言うべき祭り。

## 交通
- 阪急電鉄宝塚本線服部天神駅（旧・服部駅）
- 国道176号を阪急バスが走る。大阪国際空港へはバス1本（160系統）で行けるものの、南行は多くが日出町（阪急バス本社前）止で、新大阪駅へは8往復があるのみ。江坂駅やJR吹田駅へは、服部バス停からJR吹田駅行の85・86・87系統に乗ることになる。各系統とも、日中は多くて1時間に1、2本である。
- 国道176号
- 国道479号（大阪内環状線）
- 大阪府道145号豊中吹田線
- 阪神高速11号池田線
  - 豊中南出入口

## 町名
- 服部元町一・二丁目
- 服部本町一 - 五丁目
- 服部南町一 - 五丁目
- 服部豊町一・二丁目
- 服部西町一 - 五丁目
- 服部寿町一 - 五丁目